# Jagiellonia Białystok w sezonie 1932
Białostocki Klub Sportowy Jagiellonia pod taką nazwą po raz pierwszy wystąpi białostocka drużyna, która przystąpiła do rozgrywek Klasy A BOZPN.
Pomysłem dowódcy 42 Pułku Piechoty Kazimierza Bogacewicza była reorganizacja Wojskowego Klubu Sportowego w wielosekcyjny klub cywilno-wojskowy Białostocki Klub Sportowy Jagiellonia. Był współzałożycielem i wiceprezesem tego klubu.

## II poziom rozgrywek piłkarskich

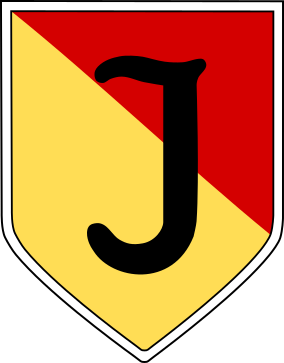
Herb Jagiellonii

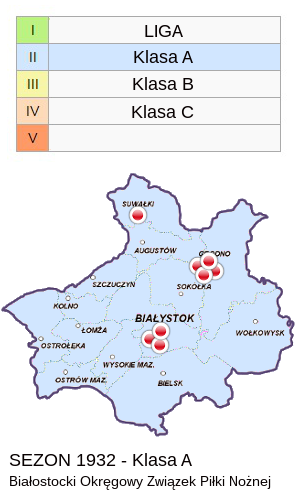
BOZPN - Zespoły występujące w Klasie A w sezonie 1932

27 stycznia 1932 w wyniku połączenia WKS 42 Pułku Piechoty, który posiadał sekcję piłki nożnej i lekkoatletyki (1920) oraz Klubu Sportowego Związku Młodzieży Wiejskiej z silną lekkoatletyczną sekcją (1927), powstał nowy klub przejmujący tradycję 42 PP. Ideą połączenia było stworzenie silnego wielosekcyjnego klubu.
Pierwszym honorowym prezesem został patron klubu Wojewoda Białostocki Marian Zyndram-Kościałkowski.
Drużyna z Białegostoku nie potrafiła sprostać dobrze dysponowanej drużynie Wojskowych z Grodna i po raz kolejny zajęła 2. miejsce.

## Końcowa Tabela – Klasa A (Okręg białostocki)
| Lp. | Drużyna               | M  | Z  | R | P  | Bramki | Bramki | Różn. | Pkt. | Uwagi        |
| --- | --------------------- | -- | -- | - | -- | ------ | ------ | ----- | ---- | ------------ |
| 1   | WKS 76 PP Grodno M B  | 14 | 13 | 0 | 1  | 55     | 14     | +41   | 26   | elim.do Ligi |
| 2   | Jagiellonia Białystok | 14 | 11 | 1 | 2  | 47     | 22     | +25   | 23   |              |
| 3   | Makabi Grodno         | 14 | 6  | 3 | 5  | 23     | 20     | +13   | 15   |              |
| 4   | ŻKS Białystok         | 14 | 6  | 1 | 7  | 24     | 34     | -10   | 13   |              |
| 5   | Kraft Grodno          | 14 | 6  | 0 | 8  | 18     | 37     | -19   | 12   |              |
| 6   | Cresovia Grodno       | 14 | 4  | 1 | 9  | 21     | 25     | -4    | 9    |              |
| 7   | Makabi Suwałki (b)    | 14 | 3  | 2 | 9  | 21     | 35     | -14   | 8    |              |
| 8   | Makabi Białystok S    | 14 | 2  | 2 | 10 | 13     | 35     | -22   | 6    |              |

- WKS 42 PP przekształcił się w klub BKS Jagiellonia Białystok
- Do klasy B spadł zespół Makabi Białystok, awansował Hapoel Białystok.

## Mecze
- Zestawienie niekompletne, wyniki meczów właściwe, mogą być nieścisłości odnośnie do daty rozgrywania danego spotkania. [3]

| Mecze i wyniki | Mecze i wyniki        | Mecze i wyniki       | Mecze i wyniki | Mecze i wyniki | Mecze i wyniki   | Mecze i wyniki | Mecze i wyniki  | Poz w lidze. | Poz w lidze. | Poz w lidze. |
| Lp. | Data                  | Rozgrywki            | F.             | D/W            | Przeciwnik       | Wynik          | Strzelcy bramek | M.           | P.           | Br.          |
| --- | --------------------- | -------------------- | -------------- | -------------- | ---------------- | -------------- | --------------- | ------------ | ------------ | ------------ |
| 1 71 | ?10.04.1932 Białystok | Klasa A - 1 kolejka  | -              | D              | ŻKS Białystok    | 4:2            |                 | ?            | 2            | 4:2          |
| 2 72 | 23.04.1932 Grodno     | Klasa A - 2 kolejka  | -              | W              | Makabi Białystok | 0:7            | Borowski x3     | 2            | 4            | 11:2         |
| 3 73 | 8.05.1932 Białystok   | Klasa A - 3 kolejka  | -              | D              | Makabi Suwałki   | 3:1            |                 | 2            | 6            | 14:3         |
| 4 74 | 21.05.1932 Grodno     | Klasa A - 4 kolejka  | -              | W              | Cresovia Grodno  | 1:4            | Borowski x4     | 2            | 8            | 18:4         |
| 5 75 | 19.06.1932 Białystok  | Klasa A - 5 kolejka  | -              | D              | WKS 76PP Grodno  | 2:6            |                 | 2            | 8            | 20:10        |
| 6 76 | 25.06.1932 Grodno     | Klasa A - 6 kolejka  | -              | W              | Kraft Grodno     | zw.            |                 | 2            | 10           | (20:10)      |
| 7 77 | 2.07.1932 Grodno      | Klasa A - 7 kolejka  | -              | W              | Makabi Grodno    | 0:0            |                 | 2            | 11           | (20:10)      |
| 8 78 | 9.07.1932 Białystok   | Klasa A - 8 kolejka  | -              | W              | WKS 76PP Grodno  | 3:2            |                 | 2            | 11           | (22:13)      |
| 9 79 | 17.07.1932 Białystok  | Klasa A - 9 kolejka  | -              | D              | Kraft Grodno     | 6:3            |                 | 2            | 13           | (28:16)      |
| 10 80 | 24.07.1932 Białystok  | Klasa A - 10 kolejka | -              | W              | ŻKS Białystok    | 0:2            |                 | 2            | 15           | (30:16)      |
| 11 81 | ?.?.1932 Suwałki      | Klasa A - 11 kolejka | -              | W              | Makabi Suwałki   | 3:6            | Borowski x4     | 2            | 17           | (36:19)      |
| 12 82 | ?.?.1932 Białystok    | Klasa A - 12 kolejka | -              | D              | Makabi Białystok | zw.            |                 | 2            | 19           |              |
| 13 83 | ?.?.1930 Białystok    | Klasa A - 13 kolejka | -              | D              | Makabi Grodno    | zw.            |                 | 2            | 21           |              |
| 14 84 | ?.?.1930 Białystok    | Klasa A - 14 kolejka | -              | D              | Cresovia Grodno  | zw.            |                 | 2            | 23           | 47:22        |
| - rozgrywki ligowe, - rozgrywki pucharu polski, - rozgrywki pucharu ligi, - rozgrywki ligi europejskiej, - mecze barażowe lub eliminacyjne, - inne. Liczba meczów w sezonie:1 2 (wszystkie mecze na najwyższym poziomie rozgrywkowym)3 (wszystkie mecze w rozgrywkach ligowych bez baraży) , Puchar Polski: 2 (mecze Pucharu Polski na szczeblu centralnym)3 (wszystkie mecze w Pucharze Polski) |                       |                      |                |                |                  |                |                 |              |              |              |